# Anti-Dühring
Anti-Dühring, egentligen Herr Eugen Dührings omvälvning av vetenskapen (tyska Herrn Eugen Dührings Umwälzung der Wissenschaft), är en i bokform publicerad artikelserie som den tyske filosofen och socialisten Friedrich Engels skrev åren 1876–1878. Artiklarna publicerades först i tidskriften Vorwärts och utgör en polemik mot idéerna hos Eugen Dühring, en filosof vars inflytande inom tysk arbetarrörelse Engels avsåg att minska.
Även om Anti-Dühring till formen utgör en polemik mot Dühring är dess innehåll den mest samlade beskrivningen som Engels gjort av sin egen filosofi, bland annat den materialistiska historieuppfattningen. Det är klarlagt att Karl Marx varit med om att författa vissa kapitel i boken.

## Innehåll
Boken består av avdelningarna Inledning, Filosofi, Politisk ekonomi och Socialism.
Två kända citat är följande:
”Hegel var den förste, som riktigt framställde förhållandet mellan frihet och nödvändighet. För honom är friheten insikten i nödvändigheten.”
”Staten ’avskaffas’ inte, den dör bort.”

## Mottagande
Anti-Dühring var i det korta perspektivet mycket framgångsrik i så måtto att Dührings inflytande i arbetarrörelsen helt försvann. I Tyskland ansågs boken så farlig att den förbjöds. På längre sikt blev verkets inflytande dock ännu större. Det blev en av Engels mest lästa och översatta skrifter och kom i Sovjetunionen att bli en av de viktigaste grundstenarna i den närmast officiella ideologin.